# Костел (Пулемець)
Костел у Пулемці — римо-католицький храм у селі Пулемець Шацької селищної громади Ковельського району Волинської області України, збудований у 1936-1939 роках за проектом Станіслава Словіковського. 
З кінця 1939 року приміщення храму використовувалося як сільський клуб, а після Другої світової війни перебудоване під колгоспний зерносклад. Станом на 2021 рік будівля продовжує використовуватися як складське приміщення. 

## Історія храму
Парафія в с. Пулемець створена в 1937 році. 
У 1936 році розпочали будівництво мурованого костелу в північній частині села. Жителі села розповідають, що місцева поміщиця-полячка пообіцяла всіх жителів села поробити католиками. Першим адміністратором костелу був ксьондз Ян Козакевич, який наглядав за будівництвом костьолу.
До парафії Пулемець належали такі села Любомльського повіту: Пулемець, Адамчуки, Хрипськ, Червоний Бір, Грабове, Кам'янка, Вільшанка, Острів'я, Переспа, Піща, Підгірці, Пульмо, Вілька Хрипська, Затишшя, Залісся. У більшості цих сіл католики не проживали.
З приходом радянської влади у 1939 році з костьолу зробили клуб. У селі було багато осадників, які в 1939 році виїхали в Польщу. В період війни поляків у селі не було і ніхто з них у селі не загинув.
Після Другої світової війни костел перебудували під колгоспний зерносклад. Були замуровані вхідні двері і пробитий вхід збоку. Зроблена двосхила покрівля. Станом на 2021 рік перебудований костел продовжує використовуватися як складське приміщення. 
У селі Піща є мурована каплиця, збудована місцевими поміщиками Гутовськими в своїй садибі, котра була приписною до парафії костелу в селі Пулемець.

## Галерея

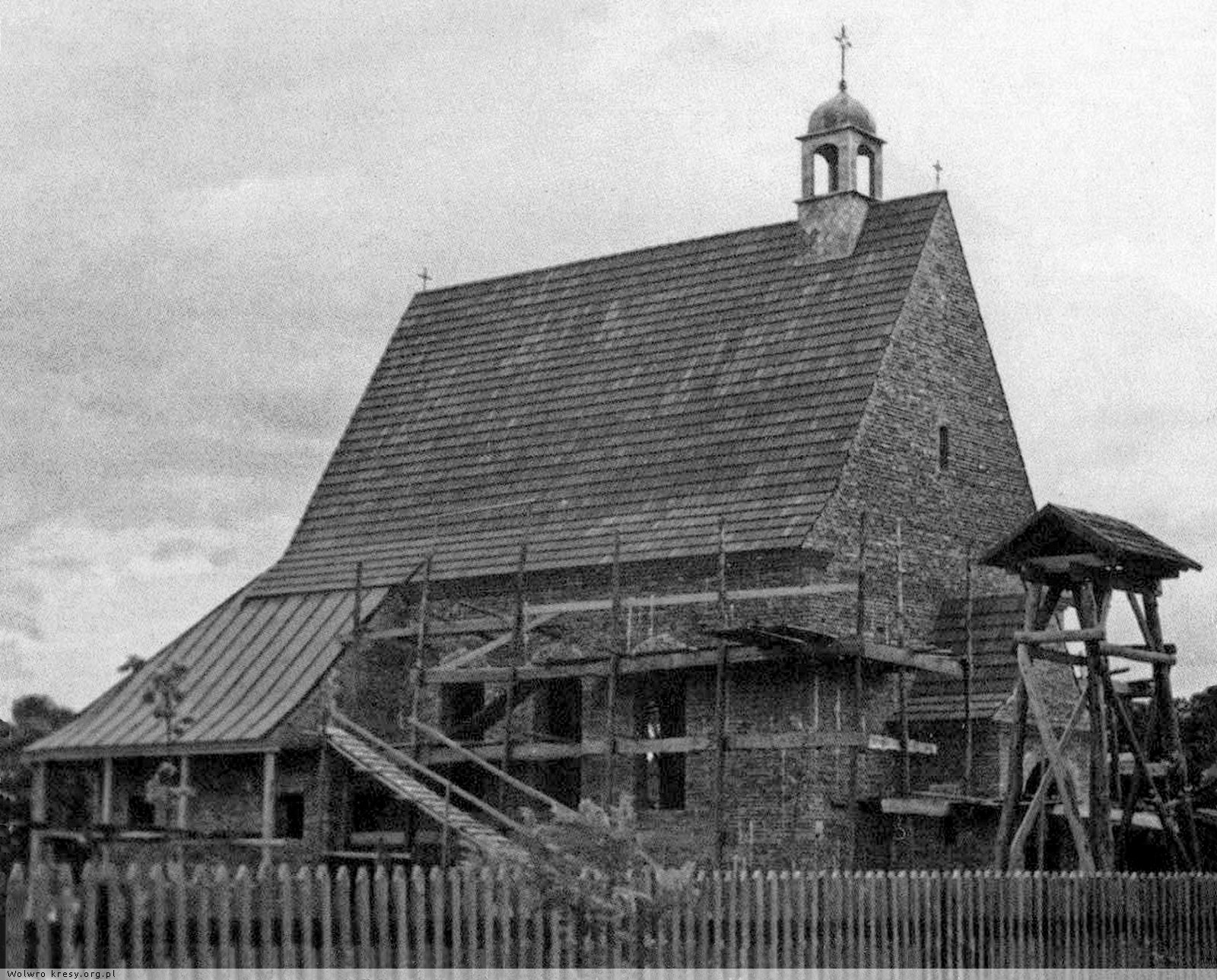
Костел у 1937 році
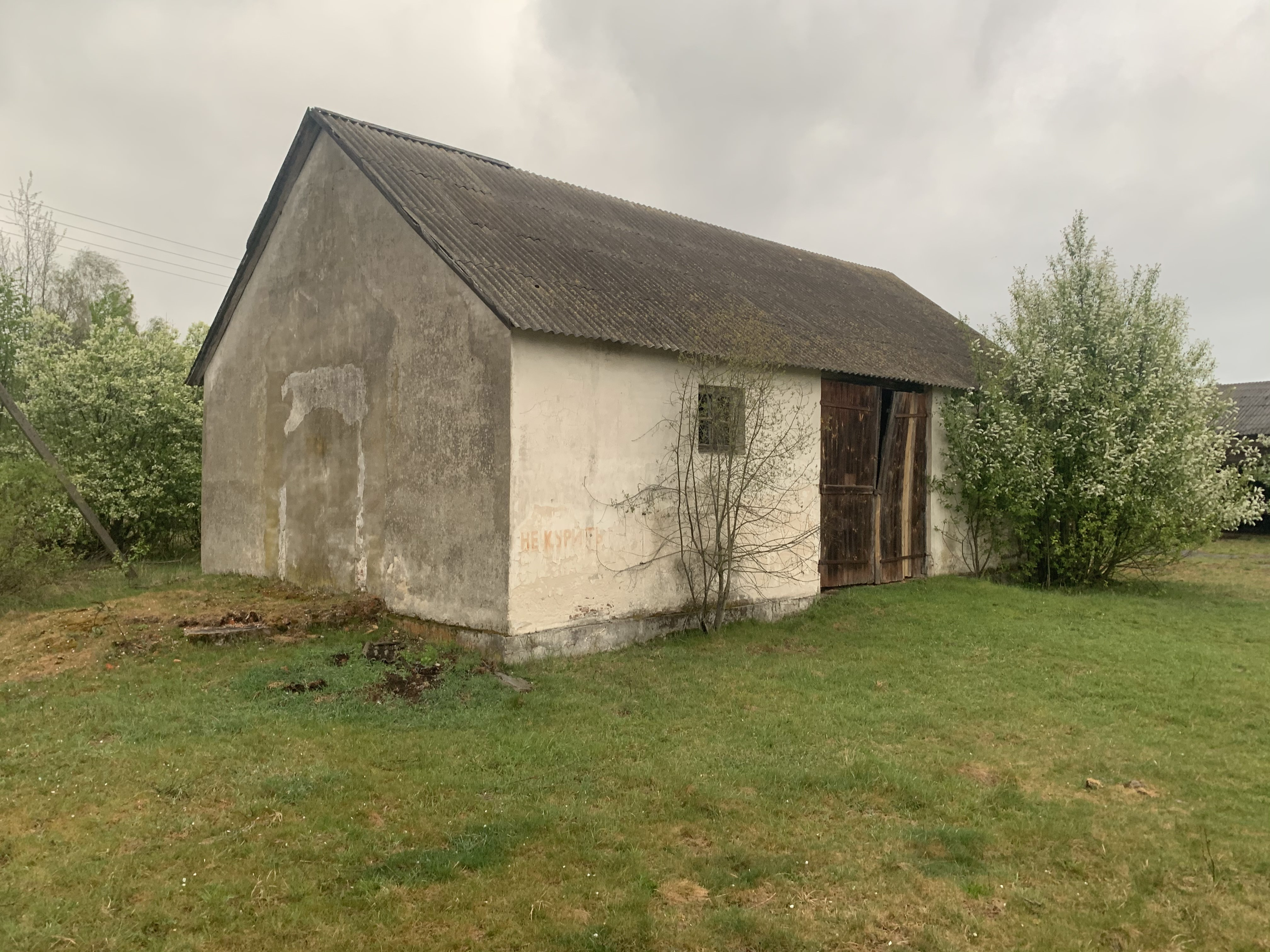
Храм, перебудований на склад. 2020 рік.